# Allium maowenense
Allium maowenense — вид рослин з родини амарилісових (Amaryllidaceae); ендемік Китаю.

## Опис
Цибулина поодинока або скупчені, від яйцюватих до вузько-яйцюватих, діаметром 1–2 см; оболонка блідо-коричнева. Листки коротші, ніж стеблини, 2–5 мм завширшки, півциліндричні, зверху жолобчасті, гладкі. Стеблина 16–30(60) см, вкрита листовими піхвами лише в основі. Зонтик кулястий, густо багато-квітковий. Оцвітина біла; сегменти з зеленуватою або блідо-червоною серединкою, зовнішні вузько-яйцюваті, човноподібні, 3–5 × 1.5–2 мм; внутрішні яйцюваті, 4–5.5 × 2–3 мм. Період цвітіння та плодоношення: вересень – листопад.

## Поширення
Ендемік північно-східного Сичуаня, Китай.
Населяє сухі схили; 1100–1500 м.